# Tuomaanpauha
Tuomaanpauha är en ö i Finland. Den ligger i Bottenviken och i kommunen Pyhäjoki i den ekonomiska regionen  Brahestads ekonomiska region i landskapet Norra Österbotten, i den nordvästra delen av landet. Ön ligger omkring 98 kilometer sydväst om Uleåborg och omkring 470 kilometer norr om Helsingfors.
Öns area är 1 hektar och dess största längd är 160 meter i öst-västlig riktning.